# Grand Prix automobile du Canada 2004
GP précédent GP suivant

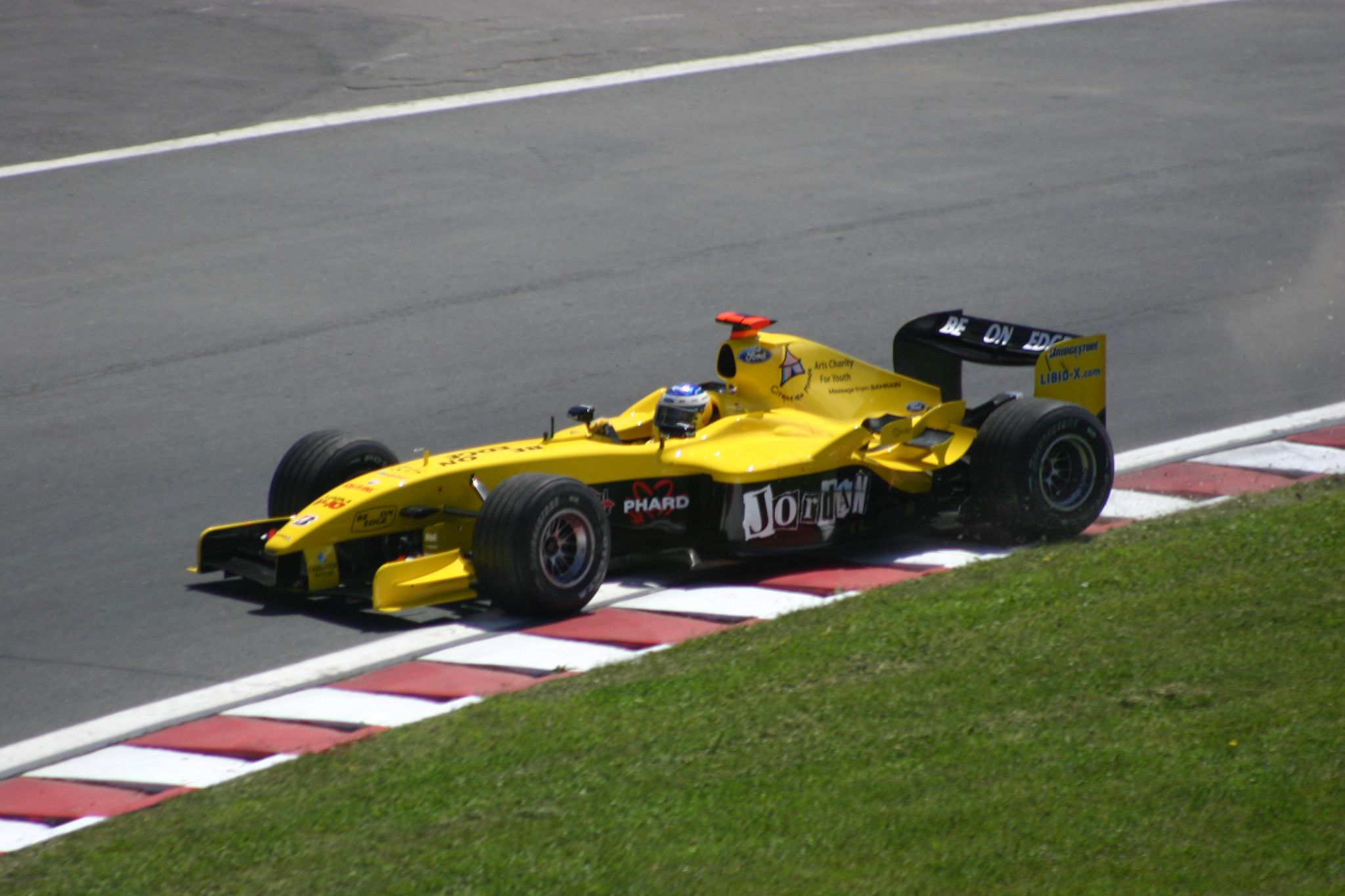
Nick Heidfeld sur Jordan au GP du Canada 2004.

Le Grand Prix automobile du Canada 2004 (Formula 1 Grand Prix du Canada 2004), disputé sur le circuit Gilles-Villeneuve de Montréal le 13 juin 2004, est la 721e épreuve de l'histoire du championnat du monde de Formule 1 courue depuis 1950 et la huitième manche du championnat 2004.

## Classement

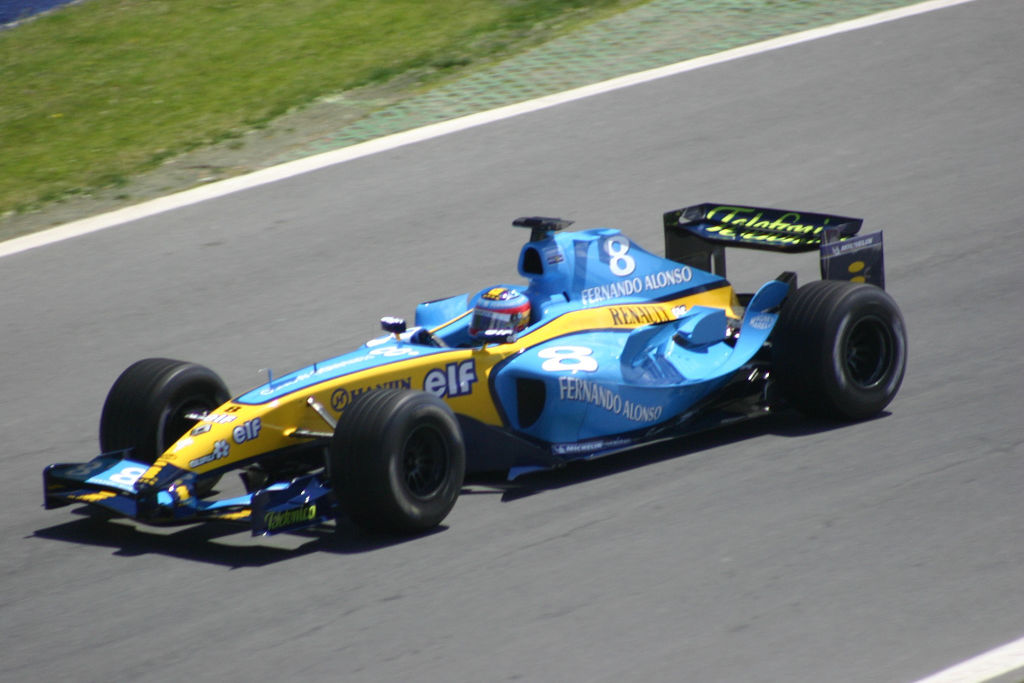
Fernando Alonso sur Renault au GP du Canada 2004

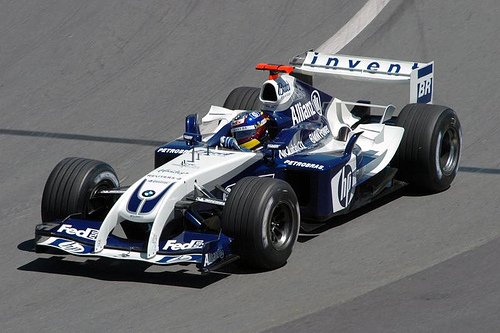
Juan Pablo Montoya sur Williams au GP du Canada 2004

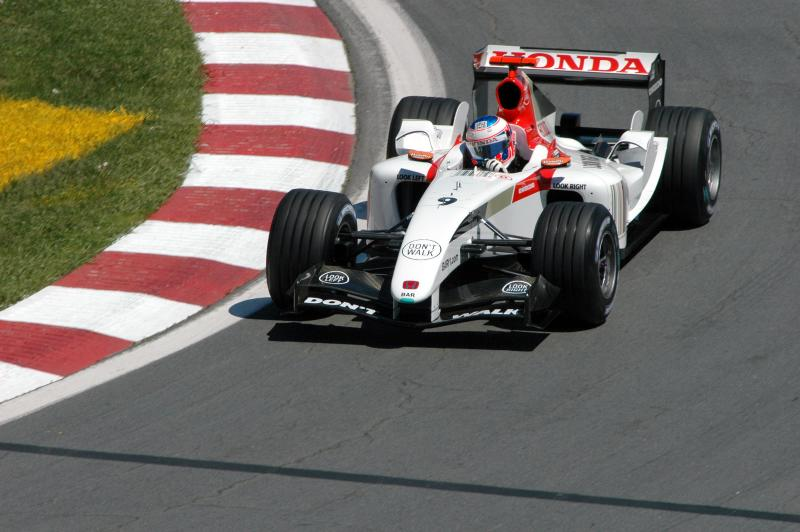
Jenson Button sur BAR au GP du Canada 2004

| Pos  | N° | Pilote               | Écurie           | Tours | Temps/Abandon                      | Grille | Points |
| ---- | -- | -------------------- | ---------------- | ----- | ---------------------------------- | ------ | ------ |
| 1    | 1  | Michael Schumacher   | Ferrari          | 70    | 1 h 28 min 24 s 803 (207,165 km/h) | 6      | 10     |
| 2    | 2  | Rubens Barrichello   | Ferrari          | 70    | + 5 s 108                          | 7      | 8      |
| 3    | 9  | Jenson Button        | BAR-Honda        | 70    | + 20 s 409                         | 2      | 6      |
| 4    | 11 | Giancarlo Fisichella | Sauber-Petronas  | 69    | + 1 tour                           | 11     | 5      |
| 5    | 6  | Kimi Räikkönen       | McLaren-Mercedes | 69    | + 1 tour                           | 8      | 4      |
| 6    | 5  | David Coulthard      | McLaren-Mercedes | 69    | + 1 tour                           | 9      | 3      |
| 7    | 19 | Timo Glock           | Jordan-Ford      | 68    | + 2 tours                          | 16     | 2      |
| 8    | 18 | Nick Heidfeld        | Jordan-Ford      | 68    | + 2 tours                          | 15     | 1      |
| 9    | 15 | Christian Klien      | Jaguar-Cosworth  | 67    | + 3 tours                          | 10     |        |
| 10   | 21 | Zsolt Baumgartner    | Minardi-Cosworth | 66    | + 4 tours                          | 18     |        |
| Dsq. | 4  | Ralf Schumacher      | Williams-BMW     | 70    | + 1 s 062 (freins non conformes)   | 1      |        |
| Dsq. | 3  | Juan Pablo Montoya   | Williams-BMW     | 70    | + 21 s 200 (freins non conformes)  | 4      |        |
| Dsq. | 16 | Cristiano da Matta   | Toyota           | 69    | + 1 tour (freins non conformes)    | 12     |        |
| Dsq. | 17 | Olivier Panis        | Toyota           | 69    | + 1 tour (freins non conformes)    | 13     |        |
| Abd. | 12 | Felipe Massa         | Sauber-Petronas  | 62    | Accident                           | 17     |        |
| Abd. | 10 | Takuma Satō          | BAR-Honda        | 48    | Moteur                             | 20     |        |
| Abd. | 8  | Fernando Alonso      | Renault          | 44    | Embrayage                          | 5      |        |
| Abd. | 20 | Gianmaria Bruni      | Minardi-Cosworth | 30    | Boîte de vitesses                  | 19     |        |
| Abd. | 14 | Mark Webber          | Jaguar-Cosworth  | 6     | Suspension                         | 14     |        |
| Abd. | 7  | Jarno Trulli         | Renault          | 0     | Transmission                       | 3      |        |

## Pole position et record du tour
- Pole position : Ralf Schumacher en 1 min 12 s 275
- Tour le plus rapide : Rubens Barrichello en 1 min 13 s 622 au 68e tour.

## Tours en tête
- Ralf Schumacher : 29 (1-14 / 19-32 / 47)
- Fernando Alonso : 2 (15-16)
- Michael Schumacher : 39 (17-18 / 33-46 / 48-70)

## Statistiques
- 77e victoire pour Michael Schumacher.
- 174e victoire pour Ferrari en tant que constructeur.
- 174e victoire pour Ferrari en tant que motoriste.
- Après la course, les 2 Toyota et les 2 Williams sont disqualifiées pour freins non réglementaires.
- Premier Grand Prix et premiers points pour Timo Glock, appelé par Jordan en remplacement de Giorgio Pantano (en délicatesse temporaire avec ses partenaires financiers).